# Дурза
Дурза (англ. Durza) — персонаж первой книги Эрагон из тетралогии Наследие.

## Биография
Дурза был из пустынного племени. Его звали Карсаиб.
Его отца прогнали из племени. Семья Карсаиба долго скиталась по пустыне. Позже они погибли. Карсаиб похоронил их и потом ещё долго плакал, что он тоже не погиб.
Его нашёл мудрец Хаэг и взял с собой. Он же обучил его искусству покорения тёмных духов.
Однажды на них ночью напали разбойники. Они убили Хаэга. Карсаиб призвал тёмных духов и те растерзали разбойников. Но им оказалось мало. Карсаиб не справился с ними и те вселились в его душу. Теперь он стал шейдом.

## Роль в книге Эрагон
Дурза и ургалы напали на Арью, Фаолина и Гленвига, которые везли к эльфам яйцо Сапфиры. Последние два погибли.
Арья отправила яйцо в Спайн. После этого её поймали.
Арью отправили в Гиллидскую тюрьму. Там её пытали, давая яд скилна брагх и противоядие, чтобы она не погибла.
Арью спас Эрагон с Муртагом , последний попал из лука в переносицу шейда , однако тот не умер.

### Битва при Фартхен Дуре
В битве при Фартхен Дуре Дурза руководил ургалами. Он с небольшим отрядом вошёл в Транжхайм, в его главный зал. Там он сразился с Эрагоном. Дурза почти победил, нанеся Эрагону травму на спине, но Эрагон успел нанести ему смертельный удар в сердце, но не без помощи Арьи и Сапфиры.